# 19768 Ellendoane
19768 Ellendoane è un asteroide della fascia principale. Scoperto nel 2000, presenta un'orbita caratterizzata da un semiasse maggiore pari a 2,3742276 UA e da un'eccentricità di 0,1413676, inclinata di 5,88388° rispetto all'eclittica.